# Wayen-Rapadama
Ne doit pas être confondu avec Wayen-Zam.
Wayen-Rapadama est une commune rurale située dans le département de Zam de la province du Ganzourgou dans la région Plateau-Central au Burkina Faso.

## Santé et éducation
Le centre de soins le plus proche de Wayen-Rapadama est le centre de santé et de promotion sociale (CSPS) de Rapadama-T tandis que le centre médical avec antenne chirurgicale (CMA) se trouve à Zorgho.
Le village possède une école primaire publique.